# Le Don du Vent
 (juillet 2021).
 (juillet 2021).
Si vous disposez d'ouvrages ou d'articles de référence ou si vous connaissez des sites web de qualité traitant du thème abordé ici, merci de compléter l'article en donnant les références utiles à sa vérifiabilité et en les liant à la section « Notes et références ».
Le Don du Vent est  un voilier de haute-mer à deux mâts, avec un gréement de Ketch aurique. Il est amarré au Vieux-Port de Marseille.

## Histoire

### Origine
Le Don du Vent fait partie de la famille KFK, la plus grande série de bateaux réalisée par la marine Allemande (600 construits dans la période de 1942-1948). Leur usage est multiple : déminage, surveillance côtière, chasse, pêche, transport humain et de matériel… Il fait partie d'une série de 10 voiliers construits sur les chantiers Burmeister à Brême en 1943, à destination de la Kriegsmarine, pour servir de patrouilleur garde-côtes. 

### Le Nostrand
En 1945, après la Seconde Guerre mondiale, Burmeister décide de créer une compagnie de pêche. Dix navires naviguaient à la pêche dont le numéro 8 de la série, le Nordstrand (premier nom du Don du Vent). Les Allemands fortunés veulent fuir la nouvelle Allemagne occupée par les soviétiques. Un grand nombre de bateaux ayant survécu à la guerre, Burmeister transforme les voiliers de pêche en yachts de luxe face à la demande grandissante. 

### Fatima, époque French Riviera
En 1954, le propriétaire de la NORFA (Manufacture de Pneumatiques du Nord de l’Allemagne) à Lübeck, rachète le Nordstrand qui a pris le nom de FATIMA entre-temps. C’est grâce à une annonce parue dans le magazineYacht de 1954 que le voilier à moteur attire son attention. Le Fatima et le Freddy (son jumeau) sont rénovés et amarrés à Travemünde, le port annexe de Lübeck, cette même année. Cependant, les conditions météorologiques poussent à chercher une nouvelle utilisation pour le Fatima qui navigue mal. Le bateau est alors amené en Méditerranée en 1957. Il montre sa robustesse durant le voyage jusqu’au port de Cannes sur la Côte d’Azur lors d’une tempête. Il restera de nombreuses années à Cannes dans le Vieux-Port, quai Laubeuf. 
L'épouse du capitaine, Francesca Deglasyier, est concierge à l’Hotel Majestic où logent les plus grandes stars et personnalités du cinéma. Nombre de ces célébrités, amenées par le Festival de Cannes et guidées par Francesca, ont été séduites par Le Don du Vent. Frederick Loewe y passe des mois entiers. Les réceptions et cocktails deviennent alors un classique à bord. Audrey Hepburn, Cary Grant, Richard Burton,Charlie Chaplin, Juliette Greco... Tous s'y rejoignent au fil des mois. Grâce à la presse, notamment à des reportages dans des magazines comme Quick ou encore le LIFE, avec des titres tels que « Les Riches et les Beaux sur la French Riviera », le Fatima devient rapidement connu et apprécié dans la région méditerranéenne. Le bateau propose également des croisières vers la Corse et la Riviera italienne. 

### L'arrivée à Marseille
En 1979, Philippe Derain achète le Fatima, en piteux état, pour lui offrir une nouvelle vie à Marseille ainsi qu'un nouveau nom : Le Don du Vent. C’est après 13 ans de restauration intensive, en 1992, que Le Don du Vent peut de nouveau accueillir des passagers, avec des équipements flambant neufs (pont, superstructures, bordages, gréement…), toujours dans le style des KFK.

## Le Don du Vent aujourd’hui

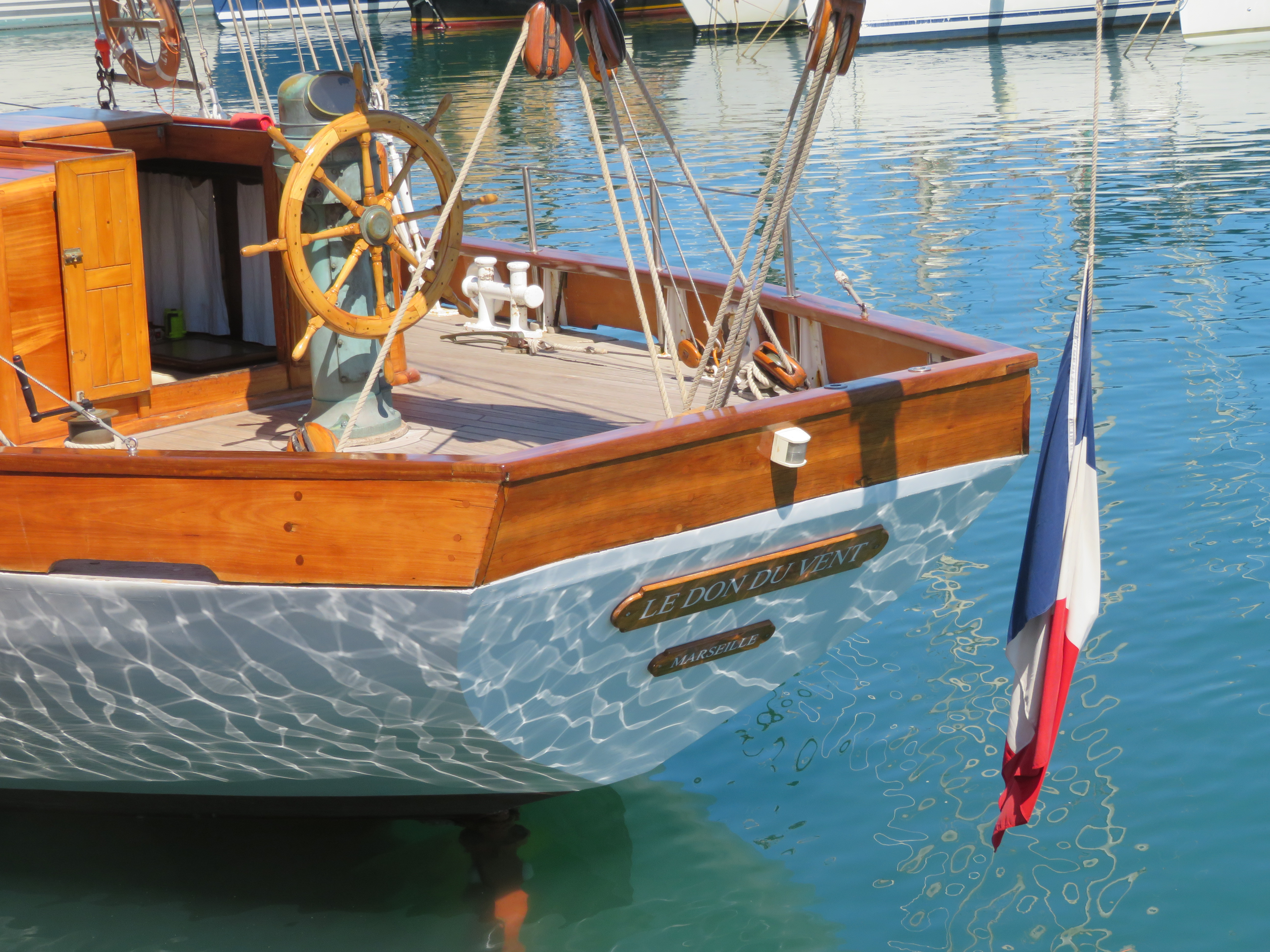
Yacht voilier de haute-mer "Le Don du Vent"

Toujours amarré au Vieux-Port de Marseille, aux pieds de l'Hôtel de Ville, Le Don du Vent a été racheté en 2020 par Benoît et Fanny Bouchet, un jeune couple de marseillais. Le bateau, en parfait état, continue d’exister et d'accueillir entreprises, particuliers et toujours de nombreuses célébrités. À l'été 2020, les modèles emblématiques de Jean-Paul Gaultier montaient à bord pour le lancement de son dernier parfum.

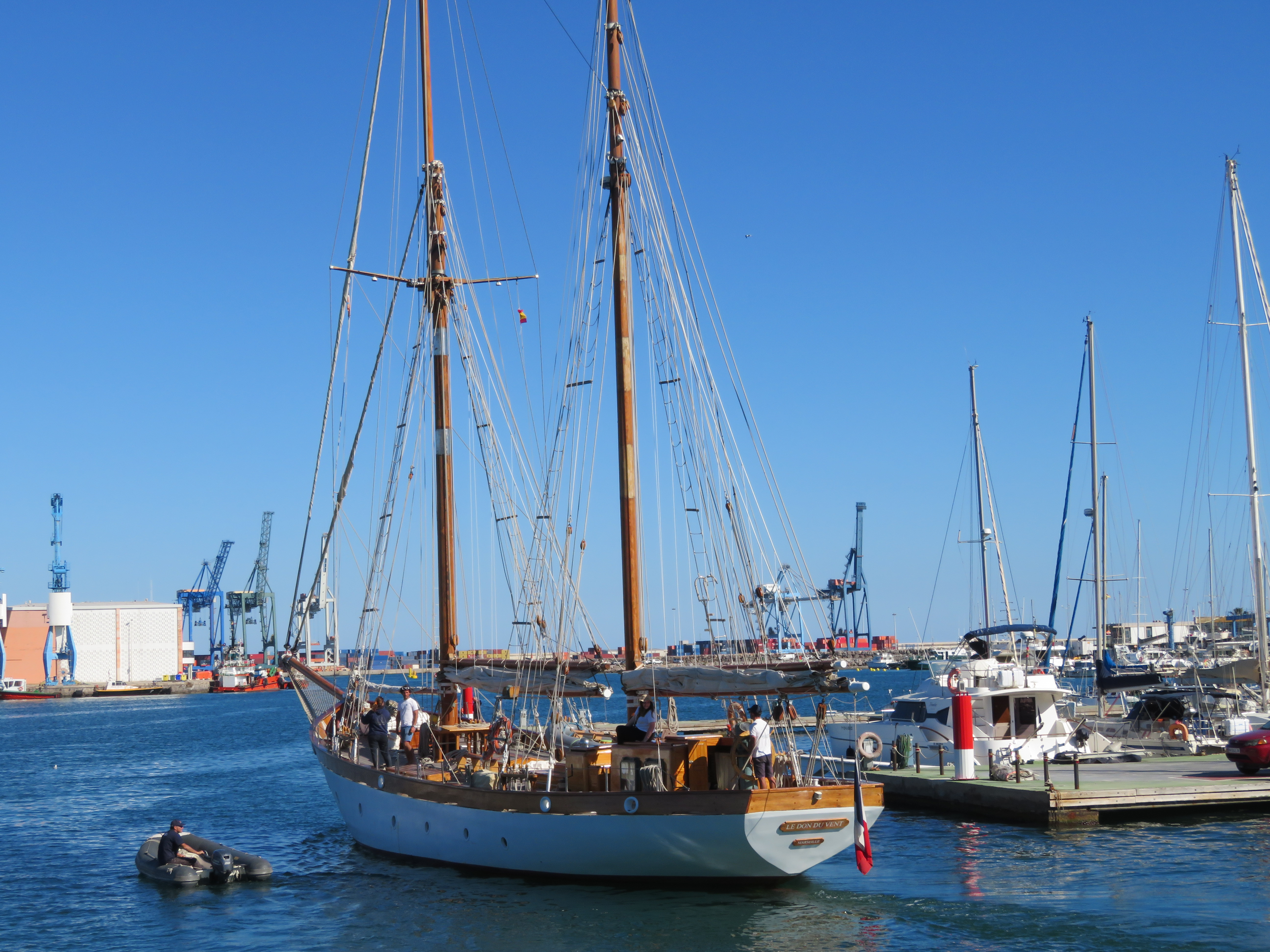
Yacht voilier de haute-mer à deux mâts "Le Don du Vent" dans le port de Grao de Castellón (Espagne)

Le navire et son équipage accueillent marseillais, touristes et visiteurs du monde entier pour leur faire découvrir des mouillages d'exception au cœur de l'archipel du Frioul, de la Côte Bleue et du Parc National des Calanques.

## Ses participations
- En 1980, Le Don du Vent est le bateau contrebandier du film L’ombre rouge de Jean-Louis Comolli.
- En 2020, il accueille Helena Wittmann pour le tournage de Human Flowers of Flesh entre Marseille et Calvi.
- Il participe également à de nombreuses régates des bateaux de tradition de la coupe Phocéa.
- De 1993 à 1994, il participe à un programme d'observation et de comptage des cétacés en Méditerranée en mer en embarquant une équipe de scientifiques.
- En 2000, la Croix-Rouge française choisit le Don du Vent pour l’opération «  Méditerranée 2000 Un bateau pour la paix ». 9 équipes composées de jeunes de 17 pays méditerranéens se succèdent alors à bord du voilier.

## Description technique

### Coque
- Construction composite
- Membrures acier
- Bordé en chêne
- Quille en chêne
- Lest en gueuse de fonte à l’intérieur de la coque
- Étrave droite, arrière en tableau, quille longue

### Pont et superstructures
- Pont latté en pin d’Oregon plus pont d’usure en Iroko
- Timonerie et roofs (acajou)
- Plats bords niangon et lisses en Iroko
- Descente avant, clairevoie, roof de descente et timonerie en acajou

### Gréement
- Ketch aurique avec mâts de flèche
- Espars en bois
- Gréement dormant inox
- Gréement courant synthétique (tressé et toronné)

### Voilure
- Artimon
- Grand voile
- Grand flèche
- Trinquette
- Foc
- Clin foc
- Voiles en Dacron - surface totale environ 350 m2

### Emménagements
- Trois compartiments étanches
- Avant avec 6 couchettes plus deux cabines à deux couchettes
- Descente avec soute à voiles
- Compartiment central
- Carré avec deux espaces: salon et repas